# Maatkare B
Đừng nhầm lẫn với Maatkare Mutemhat, một công nương sống vào thời kỳ Vương triều thứ 21.
Maatkare B là một công chúa, đồng thời là một vương hậu sống vào thời kỳ Vương triều thứ 22 trong lịch sử Ai Cập cổ đại.

## Xuất thân vương tộc
Maatkare B là được biết đến là con gái của pharaon Psusennes II (còn được viết là Pasebkhanut II). Điều này đồng nghĩa với việc, Maatkare B là hậu duệ của dòng họ Đại tư tế đầy quyền lực thời kỳ Vương triều thứ 21. Ngay khi còn ở ngôi, Psusennes II đã gả con gái cho Osorkon I, tương lai là pharaon thứ hai của Vương triều thứ 22.
Maatkare B là mẹ đẻ của vương tử Shoshenq C, người được phong Đại tư tế của Amun dưới thời trị vì của cha mình. Tên của vương hậu Maatkare và vua Osorkon được nhắc đến trên bức tượng của Đại tư tế Shoshenq C (hiện được lưu giữ tại Bảo tàng Ai Cập với số hiệu CG42194), là minh chứng cho mối quan hệ mẹ con giữa Maatkare B và Shoshenq C.
Tuy Shoshenq C không được làm vua, nhưng con trai của ông là Harsiese A đã sáng lập nên Vương triều thứ 23 và cai trị toàn bộ Thượng Ai Cập, tức Harsiese A là cháu nội của Maatkare B.
Tuy là vợ vua, tên của Maatkare B trên các công trình do Shoshenq C xây dựng lại không đi kèm với bất kỳ danh hiệu nào của một vương hậu. Danh hiệu cao nhất mà bà được ban phong là "Con gái của Vua, Người cai quản Hai vùng đất Hor-Pasebakhaenniut". Có vẻ như, Maatkare B mất trước khi chồng mình lên ngôi.
Ngoài danh hiệu kể trên, Maatkare B còn được gọi với nhiếu danh hiệu như Nữ tư tế của Hathor; Công nương của Dendera; Mẹ của Horus (dựa trên bức tượng CG42194 của Shoshenq C).

## Chứng thực
Maatkare B là nhân vật chính được đề cập trong một sắc lệnh tuyên bố quyền lực, được khắc trên tường tháp môn thứ VII tại khu đền Karnak. Theo bản khắc đó, Maatkare được chứng thực rõ ràng là con của vua Psusennes II.
Một bức tượng chỉ có phần đế với đôi chân có khắc tên của Maatkare B (hiện được lưu giữ tại Marseille, Pháp), được nghĩ là tái sử dụng từ một bức tượng nào đó thuộc thời kỳ Tân Vương quốc. Một bức tượng thần sông Nin Hapi thuộc sở hữu của Đại tư tế Shoshenq C mà chính ông đã cho khắc tên của cha mẹ mình lên đó (hiện ở tại Bảo tàng Anh).